# ポニーテール白書
『ポニーテール白書』（ポニーテールはくしょ）は、水沢めぐみによる少女漫画作品。

## 概要
初出は、『りぼん』（集英社）1985年8月号から1987年4月号まで。全21回で、1回の休載もなく連載されている。水沢めぐみにとって最初の長期連載であり、『空色のメロディ』・『姫ちゃんのリボン』などと並んで、代表作の1つとなっている。連載が始まった時、作者はまだ大学3年生であり、連載が終了したのは、大学卒業とほぼ同時であった。なお作者は連載と並行して大学の卒業論文も執筆したという。1987年4月号で連載が終了し、5月号で1回休んだ後、6月号からは2番目の連載である『空色のメロディ』が始まっている。
単行本は全5巻で、現在では絶版となっている。1巻につき平均4回分を収録しているが、第2巻だけは5回分を収録している。また1998年に発売された文庫版は、全3巻である。文庫版第1巻の巻末に、同じ『りぼん』出身の漫画家で、作者の友人である柊あおいによる解説エッセイが掲載されている。また文庫版第3巻の巻末には、作者自身によるあとがきが掲載されている。

## あらすじ
相原結は、ポニーテールが似合う元気な女の子。彼女の中学2年生の夏休みは、2人の謎めいた少年と出会うことで幕を開ける。1人は、ハーフのフレディ。もう1人は、不思議な翳（かげ）りを持つ郡司一平。2人の言動に、心を揺さぶられる結。フレディは、結に自分の恋心を告白するが、結は郡司一平から目が離せない。そんなある日、結は衝撃的な事実を耳にする。結を育てた両親は、彼女の本当の親ではないというのだ…。一方、新聞記者の父と人気女優の母の間で、1人思い悩む郡司一平。郡司に恋心を抱く結は、文化祭の日に思い切った行動に出る。そしてお互いに心を通じ合わせた郡司と結は、中学3年生の冬を迎える…。多感な少女を鮮やかに描いた、さわやか青春ストーリー（以上、文庫版の内容説明を適当に要約）。主人公の少女と彼女の初恋の少年との剣道などを通じての触れ合いが物語の主軸であるが、家族の温かさや友情についても細かく描かれている。

## 登場人物
相原結（あいはら ゆい）
主人公。明るく、元気いっぱいの女の子。剣道部に所属しており、ポニーテールがトレードマーク。郡司のことが好き。実家はパン屋さんを営んでおり、父親・母親と兄・弟の５人家族。実は母親の兄であるところの絵本作家・小田切実の一人娘。出生時の名前は小田切結。3歳の時に船の事故で実の両親を亡くし、父方の叔母夫婦に当たる相原家に引き取られて相原姓になる。事故当時、両親と共に船に乗船していて生き残ったのか、それとも乗船していなかったので助かったのかについては不明。兄の慎一・弟の健太とは本来は従兄弟になる。結自身はそのことを知らぬまま育ち、叔父・叔母を実の両親と信じていたため、中学二年生の冬に自分が両親の実子でないことを知って激しいショックを受けて家を飛び出してしまった。物語の冒頭で家族の写真を見ている中で結だけ赤ちゃんの頃の写真が無かったのはそのためである。街を彷徨う中で家族と両親のことを思い出し、自分が深く愛されて育ったことを認識して自らの意思で家に戻ることを選んだ。
相原寿子（あいはら ひさこ）
結の母親。正しくは父方の叔母に当たる。旧姓は小田切寿子。絵本作家・小田切実の実の妹で、結婚してからは相原姓になっていた。次男の健太を出産時に兄である小田切夫婦を船の事故で失う。その際に残された兄夫婦の長女である自身の姪に当たる結を引き取り養女に迎えた。結の成長過程において最も大きな影響を与えた存在であり、家族の中で最も深く結を愛し、泣き虫だった結にポニーテールの髪型を教えてあげたのも彼女である。手先はぶきっちょで慌て者のようだが、兄の忘れ形見である結に実子以上の愛情を注いで養育した。結が自分が両親の実子でないと知って家を飛び出した際に最も強く想った家族が母親の寿子だった。結が自宅に戻った際には結を抱きしめて涙を流して無事を喜んだ。結からは実の母親として慕われている。
相原真一（あいはら しんいち）
結の4歳年上の兄。相原家の長男で正しくは結の従兄弟。物語の開始時では大学受験に失敗して予備校通いの浪人生となっている。小学生時代から剣道を経験して結が7歳の時に剣道を始めることを希望した時は師匠となって妹に教えてあげていた。結には「慎ちゃん」と呼ばれているが、昔は「お兄ちゃん」と呼ばれていた。結が3歳時に両親を亡くして相原家の養女に迎えられた際、兄弟の中で小学生になっていた慎一は唯一そのことを知っていたと思われるが、結を実の妹として扱いそのことに触れることは無かった。後に一浪後に大学に合格した。剣道の腕を買われて結の通う中学校の剣道部のコーチに就任した。
郡司一平（ぐんじ いっぺい）
結の同級生。無口だが優しい少年。
フレディ・レイン
結の両親の友人の息子。結のことが好き。アメリカ人。
栗田景子（くりた けいこ）
結の同級生。愛称はくーちゃん。ちなみに、コミックスの登場人物の紹介では“くぅちゃん”となっているが、結はいつも“くーちゃん”と呼んでいる。
梓律子（あずさ りつこ）
結の同級生。郡司の従兄弟で幼馴染。演劇部に所属。複雑な家庭事情を持つ郡司のために、しばしば家事を手伝いに来る。
ルビー・トンプソン
フレディの幼なじみ。隣町のアメリカンスクールに通っている。
水野麻紀（みずの まき）
人気女優で、郡司の母親。

## イメージ曲
1987年に発売されたイメージアルバム『空色のメロディ 水沢めぐみ作品集』（全10曲）には、『ポニーテール白書』のイメージにもとづく楽曲が、全部で3曲収録されている。作詞は水沢めぐみ、作曲は谷山浩子、歌は笠原弘子。ただし3はインストゥルメンタル。また1の冒頭には、原作の冒頭にもとづく短いドラマが収録されている。
1. ポニーテール白書
2. シロツメクサの想い出
3. つめくさの灯り

## 書誌情報
- 水沢めぐみ 『ポニーテール白書』（単行本） 集英社〈りぼんマスコットコミックス〉、全5巻
  1. 1986年3月 ISBN 978-4-08-853361-2
  2. 1986年7月 ISBN 978-4-08-853373-5
  3. 1986年12月 ISBN 978-4-08-853389-6
  4. 1987年4月 ISBN 978-4-08-853401-5
  5. 1987年8月 ISBN 978-4-08-853414-5
- 水沢めぐみ 『ポニーテール白書』（文庫本） 集英社〈集英社文庫（コミック版）〉、全3巻
  1. 1998年11月 ISBN 978-4-08-617429-9
  2. 1998年11月 ISBN 978-4-08-617430-5
  3. 1998年11月 ISBN 978-4-08-617431-2